# Drom
Drom è un comune francese di 206 abitanti situato nel dipartimento dell'Ain della regione dell'Alvernia-Rodano-Alpi.

## Società

### Evoluzione demografica
Abitanti censiti

## Storia
Situato nel centro di una valle secca, il paese deve avere origini Drom databili tra il IV e il VII secolo.
Etimologicamente, il nome deriva da acqua: Hydris o acqua stagnante.  In effetti, per secoli, gli occupanti di questo sito sono stati vittime di alternanza siccità e inondazioni.  Nessun fiume, poche sorgenti e pozzi, ma l'acqua ancora presenti nelle profondità del suo sottosuolo carsico.